# Germano-Britanniques

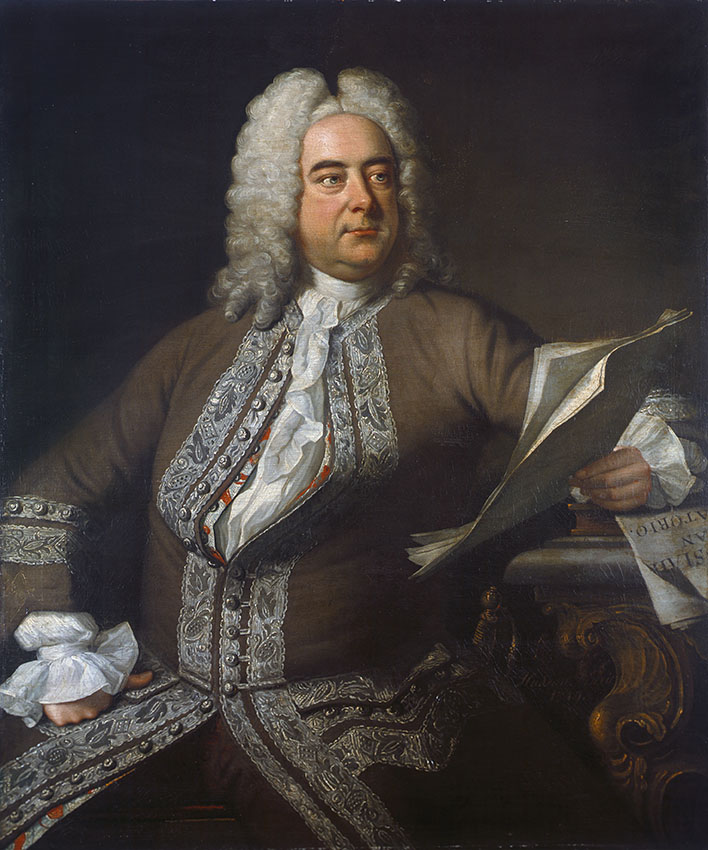
Georg Friedrich Haendel a passé la majeure partie de sa vie adulte en Angleterre et est devenu citoyen britannique par acte du parlement.

Les Germano-Britanniques (en allemand : Deutschbriten, en anglais : German British) sont les migrants allemands et leurs descendants installés au Royaume-Uni. Aujourd'hui, de nombreux Allemands vivent au Royaume-Uni et de nombreux Britanniques ont des racines allemandes, y compris la famille royale.

## Histoire
Les Anglo-Saxons furent les premiers Germains à s'installer dans les îles britanniques vers 440. Ils ont donné leur nom à l'« Angleterre ». Peu à peu, le vieil anglais s'est développé à partir des dialectes anglo-saxons.
Au Moyen Âge, des marchands allemands de la Hanse élisent résidence dans le pays. Au XVIe siècle, un grand nombre de protestants fuient les guerres de religions déchirant le Saint Empire romain germanique. À la fin du XVIIe siècle, une importante communauté allemande s'était formée en Grande-Bretagne. Elle se composait principalement d'hommes d'affaires, de confiseurs et d'autres migrants économiques de Hambourg.
De 1709 à 1710, des milliers d'Allemands émigrent du Palatinat vers l'Angleterre. Pendant un hiver, ils avaient dû subir les conséquences de l'invasion française et, entre autres, une politique radicale de re-catholicisation. Le gouvernement de la reine Anne les avait invité à s'installer dans l'Empire britannique. Ils sont d'abord venus à Londres. Certains sont restés dans la région de Londres, mais la majorité s'est redu en Irlande et dans les colonies nord-américaines.
En 1714, le duc George de Brunswick-Lunebourg accède au trône britannique, fondant ainsi la maison de Hanovre. Chaque monarque suivant a épousé une princesse ou un prince allemand jusqu'à Édouard VII, dont l'épouse est une princesse danoise d'origine allemande ; son fils, le futur George V, a de nouveau pris une Allemande pour femme. La famille royale britannique conserva le nom de "Saxe-Cobourg et Gotha" jusqu'en 1917. Pendant la Première Guerre mondiale, le roi George V réagit au sentiment anti-allemand en renommant sa maison "Windsor" et en renonçant à tous ses titres allemands.
Pendant le troisième Reich, de nombreux Juifs allemands ont fui vers le Royaume-Uni, notamment Sigmund Freud, Max Born, Nikolaus Pevsner et Julius Posener. Si certains d'entre eux sont retournés en Allemagne après la fin de la Seconde Guerre mondiale, d'autres sont restés, comme les membres de la famille Freud.

## Germano-Britanniques célèbres
- Albert de Saxe-Cobourg et Gotha (1819-1861), prince consort de la reine Victoria ;
- Clement Freud (1924-2009), écrivain et journaliste ;
- Lucian Freud (1922-2011), peintre ;
- George Ier (1660-1727), roi britannique ;
- George Frideric Haendel (1685–1759), compositeur baroque ;
- William Herschel (1738-1822), astronome ;
- Hans Holbein le Jeune (1497-1543), peintre de la Renaissance ;
- Godfrey Kneller (1646-1723), portraitiste ;
- Nikolaus Pevsner (1902-1983), historien de l'art ;
- Nathan Mayer Rothschild, banquier.

## Population et composition
Le recensement du Royaume-Uni de 2001 a estimé le nombre de personnes nées en Allemagne au Royaume-Uni à 266 136. Cela en fait le quatrième plus grand groupe de personnes nées à l'étranger après les Irlandais, les Indiens et les Pakistanais. Ce nombre inclut toutefois des ressortissants britanniques nés de parents militaires alors stationnés en Allemagne.